# Wernsdorf (Geiseltal)
Wernsdorf ist eine moderne Wüstung im Saalekreis in Sachsen-Anhalt. Sie wurde durch den Braunkohleabbau im Geiseltal zerstört.

## Geographische Lage
Wernsdorf lag im Geiseltal südlich der Geisel, nördlich von Braunsbedra. Nachbarorte waren Zützschdorf im Westen, Benndorf im Nordwesten, Körbisdorf im Norden und Naundorf im Nordosten. Die ehemalige Ortsflur liegt heute im Südosten des Geiseltalsees, einen Kilometer nördlich des Braunsbedraer Ufers.

## Geschichte
Wernsdorf gilt als eine fränkische Gründung und wurde erstmals 1318 in der Dotationsurkunde der Pfarre zu Benndorf erwähnt. Seinen Namen dürfte es vom Vornamen des Ortsgründers Werino bzw. Wern((h)er) her haben. In Wernsdorf existierten zwei Rittergüter, die später zu einem verschmolzen. Der Ort gehörte bis 1815 zum wettinischen, später kursächsischen Amt Freyburg. Durch die Beschlüsse des Wiener Kongresses kam Wernsdorf zu Preußen und wurde 1816 dem Kreis Querfurt im Regierungsbezirk Merseburg der Provinz Sachsen zugeteilt, zu dem er bis 1944 gehörte.
Am 1. Oktober 1936 wurde Zützschdorf Ortsteil von Wernsdorf. Durch die Verwaltungsreform im Jahre 1950 kamen Teile des Kreises Querfurt zum Kreis Merseburg. Wernsdorf mit seinem Ortsteil Zützschdorf wurden im Zuge dieser Reform am 1. Juli 1950 nach Benndorf eingemeindet.
Im Zuge des Braunkohleabbaus im Geiseltal wurde Wernsdorf im Jahr 1956 umgesiedelt und 1957 abgebaggert (devastiert). Er teilte somit das Schicksal von Zützschdorf und Benndorf. Auch die aus dem 13. Jahrhundert stammende romanische Kirche von Wernsdorf wurde abgebrochen. Die Umbettung des Friedhofes erfolgte 1956.

### Einwohnerentwicklung
Wernsdorf wies seit seiner Gründung eine geringe Einwohnerzahl auf. 1546 zählte man zehn Hauswirte, im Jahr 1562 elf. Noch um 1900 umfasste Wernsdorf lediglich sieben Haushalte. 1910 zählte der Ort 115 Einwohner, 1955 waren es 125. Bei der Umsiedlung im Jahr 1956 wurden für Wernsdorf 60 Haushalte mit 210 Einwohnern genannt.

## Verkehr
Mit der Eröffnung der Bahnstrecke Merseburg–Mücheln erhielt Wernsdorf im Jahr 1886 einen Bahnhof südlich der Geisel in der wüsten Gemarkung Zaasdorf. Obwohl er näher an Naundorf lag dürfte die Namenswahl wohl ihre Ursachen darin haben, dass es mehrere Naundorf in der weiteren Umgebung gab. In den Anfangsjahren gab es vier tägliche Personenzugverbindungen in jeweils beiden Richtungen und noch umfangreicheren Frachtverkehr. Bereits 1894 erhielt die Zuckerfabrik in Körbisdorf einen gut einen Kilometer langen Gleisanschluss. 1912 bekam auch die südlich des Wernsdorfer Bahnhofes erbaute Brikettfabrik Pfännerhall einen eigenen Gleisanschluss. Bereits ein Jahr zuvor war die Bahn von Mücheln nach Querfurt verlängert worden.
Wegen des Braunkohlebergbaues musste die Bahn 1935 verlegt werden, sie fuhr nun direkt zwischen Wernsdorf und Körbisdorf hindurch, wobei Wernsdorf auch einen neuen Bahnhof erhielt. 1953 erfolgte eine weitere Verlegung der Bahntrasse, die seitdem einen weiten Bogen nördlich um Körbisdorf und Benndorf machte. Nächster Bahnhof war nun der von Neumark-Bedra. Eine letzte Verlegung erfolgte 1958, als die Bahn einen Großteil des mittleren (nunmehr ehemaligen) Geiseltales weiträumig im Süden umging.